# Seppi Käppeli
Seppi Käppeli (* 16. Mai 1976 in Solothurn) ist ein Schweizer Jazzmusiker (Posaune, Komposition).

## Leben und Wirken
Käppeli spielte während seiner Schul- und Lehrlingszeit als Maschinenzeichner verschiedene Blechinstrumente, anfangs Kornett, dann Baritonhorn und schliesslich Euphonium. Im Alter von zwanzig Jahren begann er bei Pia Bucher Posaune zu lernen und bereitete sich für die Aufnahmeprüfung für die Jazzschule Luzern vor. Dort studierte er bis 2005 Jazzposaune bei Robert Morgenthaler. Zusätzlich studierte er Komposition und Arrangement bei Ed Neumeister und David Angel (2005; Prädikat sehr gut). Zudem wurde Seppi Käppeli für ein „herausragendes Diplomkonzert mit Kompositionen und Arrangements von eigener Handschrift, hervorragend umgesetzt“ von der Axelle- und Max-Koch-Kulturstiftung mit einem Leistungsanerkennungspreis gewürdigt.
Käppeli leitete die Band Antiseppic, die 2004 mit seinen Kompositionen auf dem Jazz Festival Willisau und später auch in Deutschland auftrat. Auch spielte er in der Big-Band der MHS Luzern, die u. a. mit Django Bates, Kenny Wheeler, Irène Schweizer und Michael Mossman auftrat, und ist ein Mitglied im Ballbreaker Ensemble, bei Hangnah und von Heidi Happy & Band.

## Diskographische Hinweise
- Blue Ties Big Band Again (2005)
- Ballbreaker Ensemble Töff (2010)

## Lexikalischer Eintrag
- Bruno Spoerri (Hrsg.):  Biografisches Lexikon des Schweizer Jazz  CD-Beilage zu: Spoerri, Bruno (Hrsg.): Jazz in der Schweiz. Geschichte und Geschichten. Chronos-Verlag, Zürich 2005, ISBN 3-0340-0739-6